# Länsväg Z 685
Länsväg Z 685 går från Bredbyn till Västbyn i Offerdals socken, Krokoms kommun, Jämtland. Länsväg Z 685 ansluter till länsväg 340 (Fiskevägen) vid Bredbyn.  